# Анархизм в Японии
Анархизм в Японии начал возникать в конце XIX и начале XX веков, когда западная анархическая литература начала переводиться на японский язык. Он существовал на протяжении XX века в различных формах, несмотря на репрессии со стороны государства, которые стали особенно жёсткими во время двух мировых войн, и достиг своего пика в 1920-х годах с такими организациями, как Kokuren и Zenkoku Jiren.
В японском анархизме было несколько видных лидеров, которые доминировали в движении в разное время. Первым из этих лидеров был Котоку Сюсуй, который руководил развитием анархистской фракции в рамках существующих левых движений, которая затем раскололась на собственное независимое движение в первом десятилетии 1900-х годов. Котоку был казнён за измену в 1911 году, и движение подвергалось суровым репрессиям в течение десятилетия. Следующей ведущей фигурой был Осуги Сакаэ, который активно поддерживал анархо-синдикализм и помог вывести движение из «зимнего периода», пока он не был убит военной полицией в 1923 году.
Другой ведущей фигурой был Хатта Сюдзо, который переориентировал анархистское движение в более анархо-коммунистическом направлении в конце 1920-х годов, выступая против профсоюзов как инструмента революции. Это привело к расколу между анархо-синдикалистами и анархо-коммунистами, которые доминировали в анархистской политике и ослабили движение. С 1931 года анархистское движение подавлялось более жёстко из-за военной политики Японской империи. После войны анархистское движение снова появилось (Японская анархистская федерация) и возглавлялось такими важными довоенными анархистами, как Иваса Сакутаро и Исикава Сансиро, но оно снова было ослаблено расколами между двумя фракциями.
С самого начала истории японского анархизма движение находилось в тесном контакте с анархистами из Европы, Америки и других стран Азии. Японские анархо-синдикалистские идеи часто вдохновлялись французскими синдикалистами, а работы таких писателей, как Пётр Кропоткин и Эмма Гольдман, оказали большое влияние на японское анархистское движение.

## Происхождение
Андо Сёэки, японский врач и философ восемнадцатого века, иногда считается протоанархистом по своим взглядам. Он отстаивал то, что Боуэн Раддекер описал как «то, что мы могли бы назвать взаимопомощью», и он бросал вызов иерархическим отношениям в японском обществе, включая иерархию между полами. В 1908 году ранняя социалистическая и анархистская японская газета Nihon Heimin Shinbun описала его как анархиста.
Коммунальная структура некоторых сельскохозяйственных деревень в эпоху Токугава также рассматривается как протоанархическая. Один человек, который стал анархистом во взрослой жизни, Иваса Сакутаро, родился в фермерской деревушке в начале эпохи Мэйдзи. Его дед использовал своё влияние как староста, чтобы поощрять общинные методы ведения сельского хозяйства, что привело к созданию «полукоммунистической деревни». Это помогло Ивасе поверить в возможность анархического общества.
Современные анархистские идеи впервые оказали влияние в Японии на крайний фланг японского либерального движения. В 1880-х годах подъём продемократического движения за свободу и права народа совпал с убийством Александра II в России левыми экстремистами, и историк Цузуки утверждал, что «идеальной фигурой для либеральных экстремистов был убийца». Котоку Сюсуй, который позже стал ведущим анархистом, начинал как сторонник либеральных партий, включая Rikken Jiyūtō в 1890-х годах, даже работая английским переводчиком для их газеты в течение двух лет. Однако, когда либеральная фракция присоединилась к новой правой партии Rikken Seiyūkai в 1900 году, Котоку разочаровался в либерализме. Вместо этого его привлекал социализм, и он быстро включился в зарождающееся социалистическое движение.

## Раннее социалистическое движение
В 1898 году Котоку присоединился к коллективу газеты Yorozu Chuhō, где в 1900 году опубликовал статью, осуждающую войну в Маньчжурии. В 1901 году он опубликовал свою первую книгу под названием «Империализм, монстр двадцатого века», которая стала монументальным трудом в истории японского левого движения, критикующим как японский, так и западный империализм с точки зрения революционного социалиста. В мае 1901 года Котоку участвовал в создании первой Социал-демократической партии в Японии. Она была немедленно объявлена вне закона в соответствии с Законом о сохранении мира 1900 года, несмотря на её приверженность парламентской тактике. В 1903 году он также написал книгу «Квинтэссенция социализма», признавая влияние Карла Маркса.
Когда Япония приближалась к войне с Россией, Котоку сотрудничал с социалистом Сакаи Тосихико и христианским пацифистом Учимурой Кандзо, чтобы противостоять войне. После того, как редактор Yorozu Chūhō поддержал идею войны с Россией в 1903 году, они вышли из газеты. Вместе с другим социалистом, Исикавой Сансиро, Котоку и Сакаи основали антивоенную группу Heimin-sha и связанную с ней газету Heimin Shinbun (дословно «Газета простолюдинов») в ноябре 1903 года.
Когда в феврале 1904 года все же разразилась русско-японская война, она оказала значительное влияние на японских радикалов. Иваса Сакутаро, проживавший в то время в Соединённых Штатах, был особенно радикализирован в сторону анархо-коммунизма в результате войны. Heimin Shinbun особо отметили отсутствие у них недоброжелательности по отношению к русским социалистам, а Котоку впервые перевёл «Манифест Коммунистической партии» Маркса на японский язык, опубликовав его в газете в её юбилейном выпуске, за что он был оштрафован.
Газета была закрыта правительством, и она прекратила своё существование в январе 1905 года. Последний её выпуск был полностью напечатан красными чернилами. За свой довольно короткий тираж Котоку получил короткий тюремный срок, который он отбывал с февраля по июль 1905 года. После окончания русско-японской войны группа «Хэймин-ся» самораспустилась в ноябре 1905 года.

## Возникновение анархизма (1905—1911)
Тюремное заключение Котоку только дало ему дополнительные возможности читать левую литературу, такую как «Поля, фабрики и мастерские» Петра Кропоткина, и в августе 1905 года он заявил, что «действительно, я отправился [в тюрьму] как марксист-социалист, а вернулся как радикальный анархист». Он решил покинуть Японию из-за ограничений свободы слова и отправился в Соединённые Штаты в ноябре 1905 года, где он жил до июня 1906 года.
Находясь в Америке, он проводил большую часть времени в Калифорнии, и его идеология ещё больше сместилась в сторону анархизма. Он написал анархо-коммунисту Кропоткину, который дал ему разрешение перевести свои работы на японский язык. Котоку также вступил в контакт с Индустриальными рабочими мира, анархо-синдикалистским профсоюзом, и узнал об анархистской газете Эммы Голдман «Мать Земля».
Прежде чем покинуть Калифорнию, Котоку основал Социалистическую революционную партию (Shakai Kakumei Tō) среди японо-американских иммигрантов. В партию вступило более 50 человек, включая Ивасу Сакутаро. Партия была вдохновлена русскими эсерами, которые часто использовали насильственную тактику, и японская партия быстро радикализировалась в сторону использования этой тактики для осуществления анархической революции. Партия начала издавать журнал под названием Kakumei (Революция), в котором регулярно делались такие заявления, как «единственное средство [достичь революции] — это бомба». Они также опубликовали «Открытое письмо», адресованное императору Мэйдзи, с угрозой его убийства в 1907 году, что спровоцировало японских политиков на более жёсткие репрессии против левых групп.
Котоку вернулся в Японию 28 июня 1906 года, где выступил на собрании с речью о «Волне мирового революционного движения». В этой речи он рассказал об идеях, которые он разработал, находясь в США, и, в частности, поднял вопрос о том, является ли реформа или революция подходящим подходом для японских левых. Эта речь оказала большое влияние на японских социалистов и привела к тому, что многие серьёзно усомнились в целесообразности участия в парламентских выборах.
В сентябре 1906 года Котоку получил письмо от самого Кропоткина, которое он опубликовал в социалистической прессе в ноябре 1906 года, в котором он пропагандировал отказ от парламентской тактики в пользу того, что он называл «антиполитическим синдикализмом». В начале 1907 года он опубликовал ряд статей, развивающих эту идею, включая самую известную, которая называлась «Изменение в моих мыслях», в которой он утверждал, что «Настоящая социальная революция не может быть достигнута посредством всеобщего избирательного права и парламентской политики. Нет другого способа достичь нашей цели социализма, кроме как прямым действием рабочих, объединённых как одно целое».

## Отделение от Социалистической партии
Анархистская фракция прочно обосновалась в социалистическом движении, во многом благодаря влиянию Котоку. Тем не менее, объединённые организации анархистов и более реформистских социал-демократов все ещё существовали, такие как Японская социалистическая партия, основанная в 1906 году. Эта организация обязалась защищать социализм только в рамках закона, и ей это разрешило более умеренное правительство Сайондзи Кинмоти. Сакаи Тосихико также приложил большие усилия для воссоединения анархистов и социалистов, чтобы возобновить издание Heimin Shinbun, что ему удалось сделать в январе 1907 года.
В феврале 1907 года Японская социалистическая партия провела партийную конференцию в Токио. Идеи, продвигаемые Котоку, серьёзно бросили вызов партийной программе и её обещанию соблюдать реформистскую тактику, и между «мягкой» пропарламентской и «жёсткой» пропрямодействующей фракциями разгорелись жаркие дебаты. В конечном итоге компромисс с небольшим перевесом голосов по резолюции Котоку оказался на 28-22, но демонстрация силы анархистского движения привлекла внимание правительства. В результате партия была запрещена всего через несколько дней после конференции; «Хэймин Синбун» закрылся в апреле 1907 года из-за раскола.
«Жёсткая» фракция столкнулась со многими проблемами в годы после 1907 года. В июне 1908 года произошёл инцидент с красным флагом, в ходе которого демонстрация анархо-коммунистов подверглась нападению со стороны полиции. Многие значимые фигуры в зарождающемся движении были арестованы, включая Осуги Сакаэ, Хитоси Ямакава , Канно Сугако и Кансон Арахата.
Котоку попытался перевести американскую анархо-синдикалистскую брошюру под названием «Социальная всеобщая забастовка». Однако профсоюзы были запрещены из-за Закона о сохранении мира 1900 года, и многие анархистские дискуссии, особенно касающиеся профсоюзов, были скорее теоретическими, чем практическими. Цель революционной всеобщей забастовки, усвоенная синдикалистским IWW, была сорвана как неспособностью организовать рабочих, так и подавлением рабочего движения.
Котоку также перевёл на японский язык основополагающую работу Кропоткина «Завоевание хлеба», завершив её в 1909 году. Ему помогали Осуги и Ямакава, чья работа была прервана их заключением.
В 1910 году Акаба Хадзимэ написал памфлет под названием «Крестьянское Евангелие» (Nômin no Fukuin), в котором отстаивал идею создания анархического рая посредством анархического коммунизма, демонстрируя влияние Кропоткина на движение. Он был вынужден уйти в подполье после незаконного распространения памфлета, но в конце концов был пойман и заключён в тюрьму, где умер в заключении в 1912 году.

## Инцидент
Японское анархистское движение существовало в суровых и репрессивных условиях, ограничивающих диапазон деятельности его членов. У них была обширная историческая связь с терроризмом и насилием, например, их идеологическая близость к убийствам и насильственной тактике русских социалистов-революционеров. Поэтому некоторые анархистские активисты начали строить планы бомбардировочной кампании в 1909 году.
Когда Такити Мияшита не добился большого успеха в распространении памфлета буддийского анархиста Утиямы Гудо, в котором критиковался император, он решил из-за разочарования убить номинального главу японского государства. Он получил активную поддержку трёх других, включая Канно Сугако, которая теперь была освобождена из тюрьмы и имела любовную связь с уже женатым Котоку. Последний даже некоторое время поддерживал его усилия по приобретению бомбы.
Котоку вышел из заговора в конце 1909 года, решив не становиться мучеником за дело; остальные четверо продолжили без него, несмотря ни на что. В мае 1910 года заговор был раскрыт, и, несмотря на его выход, Котоку был арестован и обвинён в июне. Инцидент перерос в идеологические репрессии, и сотни радикалов были арестованы, несмотря на то, что не имели никакого отношения к заговору. В конечном итоге были обвинены 26 анархистов, все из которых были осуждены; только четверо (или пятеро, если считать Котоку) имели какое-либо прямое отношение к заговору. 12 из них были приговорены к смертной казни и казнены в январе 1911 года, включая Котоку, Канно и Утияму.
Некоторые из заключённых в тюрьму за инцидент с красным флагом в 1908 году все ещё находились в тюрьме на момент раскрытия заговора, и поэтому не могли быть причастны к инциденту с государственной изменой. Осуги Сакаэ был одной из этих фигур, и наряду с отказом от насильственных методов он занял ведущую роль в анархистском движении после 1911 года после своего освобождения.

## Возрождение
Судебный процесс по делу о государственной измене и его последствия ознаменовали начало «зимнего периода» (冬時代, fuyu jidai) японского анархизма, в течение которого левые организации находились под строгим контролем и наблюдением, а активисты и активисты круглосуточно находились под надзором полиции. Некоторые анархисты, такие как Исикава Сансиро, бежали из страны, чтобы избежать преследований. Когда Иваса Сакутаро вернулся из США в Японию в 1914 году, его немедленно поместили под домашний арест. Он оставался под постоянным наблюдением в течение пяти лет, и те, кто навещал его, часто подвергались насилию со стороны полиции. Кансон Арахата, который был одним из тех, кто находился в тюрьме во время инцидента, в зимний период уехал в сельскую местность и не возвращался в Токио до 1916 года.
Осуги и Арахата оба были анархо-синдикалистами и помогали подталкивать анархистское движение в этом направлении. Осуги понимал французский язык, и его переводы французских СМИ стали основным источником информации в Японии о французском профсоюзе CGT , пионере синдикалистской тактики. Вместе они начали издавать журнал в октябре 1912 года под названием Modern Thought (Kindai Shisō), который исследовал анархистский синдикализм через литературную и философскую призму, чтобы избежать преследований со стороны правительства.
За этим последовало формирование «Общества по изучению синдикализма» в 1913 году, читавшего лекции о CGT и усилиях британского синдикалиста Тома Манна. В обоих этих изданиях обсуждение тяготело к абстракции и оставалось оторванным от рабочих, которых оно предположительно касалось, что было естественным результатом ограничений зимнего периода. В целом, начинания Осуги в этот момент носили ярко выраженный академический и теоретический характер, а в своей литературной работе он находился под влиянием таких мыслителей, как Анри Бергсон, Жорж Сорель, Макс Штирнер и Фридрих Ницше.
В октябре 1914 года Осуги и Арахата попытались заменить Modern Thought возрождением старой газеты Heimin Shinbun, но это было встречено многократным подавлением её выпусков и было вынуждено закрыться в марте 1915 года. Несколько попыток других анархистов издавать радикальные газеты и журналы в этот период также неоднократно запрещались, а некоторые редакторы были заключены в тюрьму.
Теоретический раскол между анархо-коммунизмом и анархо-синдикализмом, возникший в европейском анархизме, ещё не был значительной проблемой в японском анархизме, особенно потому, что профсоюзы все ещё были нелегальны. Однако, когда Кропоткин, ведущий сторонник бывшей фракции, подписал Манифест Шестнадцати в поддержку дела союзников в Первой мировой войне, это резко подорвало его репутацию среди японских анархистов. Японское движение было решительно антимилитаристским, и поэтому реакция против Кропоткина также подорвала репутацию коммунистической фракции.
В зимний период был сформирован феминистский журнал Bluestocking. Анархо-феминистка Ито Ноэ стала редактором этого журнала в 1915 году, и одним из её занятий в этой роли был перевод некоторых произведений Эммы Голдман.
Осуги Сакаэ, как и многие анархисты, верил в доктрину свободной любви. Он лично жил в соответствии со своими ценностями, вступая в два романа вне брака, с Ито и другой женщиной по имени Камитика Итико. Это вызвало скандал в ноябре 1916 года, когда Камитика зарезала Осуги из-за её несчастья в отношениях. Он выжил и позже женился на Ито.

## Конец Зимнего периода
«Зимний период» закончился в 1918 году, когда жёсткие репрессии против левых движений, введённые японским правительством, были оспорены растущими социальными волнениями. Во время Первой мировой войны японская промышленность быстро расширялась, и в сочетании с вдохновением от русской революции 1917 года это привело к огромному росту рабочего движения. Более 66 000 рабочих участвовали в трудовых спорах, несмотря на то, что забастовки все ещё были технически незаконными. Инфляция также привела к экономическим беспорядкам в форме рисовых бунтов 1918 года. Преследование анархистских активистов не закончилось в 1918 году, но оно уже не было таким всеобъемлющим, как в предыдущие годы.
Растущие профсоюзы были встречены с энтузиазмом анархистским движением и быстро завоевали опору. Идеологически анархисты выступали за децентрализованную структуру профсоюзов, что встретило сопротивление со стороны других фракций внутри профсоюзов: реформистов, которые руководили большинством профсоюзов на раннем этапе; и японских большевиков, которые стремились подражать революции, осуществлённой Владимиром Лениным. Ядром анархистского профсоюзного движения были профсоюзы печатников, которые к 1924 году насчитывали в общей сложности 3850 членов.
В начале 1920-х годов анархисты были в некоторой степени готовы сотрудничать с большевистской фракцией из-за (хотя и ограниченной) идеологической близости. Кансон Арахата был среди тех анархо-синдикалистов, которые обратились к большевизму после 1917 года, и позже лично участвовал в основании Японской коммунистической партии в 1922 году. Эти связи позволили двум фракциям реализовать совместные проекты, такие как совместный профсоюзный альянс и совместные демонстрации на Первомай 1920 года. Другая такая связь была через журнал Rōdō Ūndō , запущенный Осуги Сакаэ в октябре 1919 года для освещения и поощрения рабочего движения. В 1920 году сам Коминтерн помог финансировать журнал для его второй серии публикаций в 1921 году.
К 1922 году произошёл раскол между анархистами и большевиками, названный по-японски Ана-Бору Ронсо. Идеологические разногласия, в частности, настойчивое требование анархистов децентрализации профсоюзного движения, внесли значительный вклад в этот раскол и были усугублены правительственными репрессиями. Анархисты также возражали против действий русских большевиков, и сам Осуги пересмотрел своё сотрудничество с большевистской фракцией после советских атак на махновщину и кровавого подавления Кронштадтского восстания.
Некоторые анархисты снова были вынуждены заняться терроризмом, когда их разочаровало подавление со стороны правительства. Среди них была Girochinsha (Общество гильотины), японская анархистская группа из Осаки, которая занималась убийствами из мести, направленными против японских лидеров в середине 1920-х годов. Накахама Тетсу, поэт-анархист и член Girochinsha, был казнён в 1926 году за свою деятельность.
Осуги Сакаэ был переводчиком и сыграл важную роль в поддержании тесного контакта между японскими анархистами и остальным миром. Он участвовал в заседании Международной ассоциации рабочих в 1923 году незадолго до своего убийства.

## Инцидент в Амакасу
К 1923 году Осуги был явным лидером анархистского движения. В ответ государство использовало беспорядки вокруг Великого землетрясения Канто 1923 года как предлог, чтобы арестовать Осуги и Ито Ноэ, которая теперь была его женой. По словам писательницы и активистки Харуми Сэтоути , Ито, Осуги и его 6-летний племянник были арестованы, избиты до смерти и брошены в заброшенный колодец отрядом военной полиции во главе с лейтенантом Масахико Амакасу. По словам литературоведа Патрисии Морли, Ито и Осуги были задушены в своих камерах. Однако оба отчёта сходятся в том, что оба или все заключённые были жестоко казнены даже без формального суда, где осуждение и смертный приговор в случае двух взрослых, вероятно, были бы предрешены. Это стало известно как инцидент Амакасу и вызвало много гнева, включая террористические действия таких групп, как Гирочинся. Историк Джон Крамп утверждал, что «в очередной раз был убит самый способный анархист своего поколения», что перекликается с казнью Котоку Сюсуи всего за двенадцать лет до этого.

## Развитие Анархизма
После смерти Осуги доминирующей тенденцией в японском анархизме стал «чистый» анархизм. Эта тенденция, которая была формой анархо-коммунизма, была реакцией на анархо-синдикализм, поддерживаемый Осуги. Её отстаивали Иваса Сакутаро и другой анархист по имени Хатта Сюдзо. Ярлык «чистый» анархизм не был самоописанием, а возник как попытка высмеять воспринимаемую высокомерность идеологии, которая стала привлекательной для многих анархистов, потому что она считалась «незамутнённой» марксизмом. Развитие чистого анархизма способствовало разделению анархистского движения на чистых анархистов и анархо-синдикалистов.
Хатта Сюдзо стал самой влиятельной фигурой в японском анархизме после 1923 года, участвуя в движении с 1924 по 1932 год. Он был христианским пастором и сторонником левых идей в своей общине, но был изгнан из-за проведения панихиды по Осуги Сакаэ. Таким образом, влияние Хатты в анархистском движении проистекало из его навыков публичных выступлений.
Хатта был типичным чистым анархистом, стремившимся, в частности, устранить влияние капитализма и большевизма. Он интерпретировал эти два направления как по сути схожие, поскольку большевистская индустриализация в России включала в себя те же эксплуататорские элементы, что и капитализм, а именно разделение труда и неспособность сосредоточиться на средствах к существованию людей. Во многом так же, как он находил недостатки в большевизме, он выступал против анархо-синдикализма, потому что он включал в себя профсоюзы и, следовательно, был зеркальным отражением капиталистического разделения труда. Вместо этого Хатта выступал за децентрализованное общество, в котором местные общины занимались в основном сельским хозяйством и мелкой промышленностью, что он считал единственным способом избежать неравного распределения власти.

## Кокурен и Зенкоку Дзирен
В конце 1920-х годов в японском анархистском движении существовало две основные организации: федерация Кокурен и союз Дзенкоку Дзирен. Они были тесно связаны, их отношения можно сравнить с отношениями между испанской федерацией FAI и союзом CNT (хотя японские и испанские анархисты различались по идеологии).
Kokuren берёт своё начало в развитии демократии в эпоху Тайсё. В декабре 1925 года коалиция левых сформировала Фермерско-трудовую партию, чтобы воспользоваться демократическими событиями. Анархисты выступили против этого, считая, что политические партии всех видов являются оппортунистами, которые в конечном итоге укрепляют государство, и поэтому незваными гостями пришли на её первую конференцию. Партия была запрещена властями в день её основания, но анархисты были воодушевлены её успехом и начали формировать свою собственную организацию. Федерация, которая возникла в результате этого процесса, была Kokushoku Seinen Renmei («Лига чёрной молодёжи»), или сокращённо Kokuren, которая была образована в январе 1926 года.
Хотя его название указывало на ориентацию на молодёжные объединения, оно получало поддержку из различных источников, включая рабочее движение, включая профсоюзы. На раннем этапе своего существования оно открыто поддерживало дело этих профсоюзов наряду с синдикалистской идеей классовой борьбы, хотя чистые анархисты, такие как Хатта Сюдзо, также были частью организации с самого начала. Кокурен быстро расширялся, и региональные федерации появились по всей Японии, даже распространившись на оккупированную Японией Корею и Тайвань. Его органом СМИ была газета Кокусёку Сэйнэн ('Чёрная молодёжь'), которая издавалась с апреля 1926 года.
Zenkoku Jiren была федерацией профсоюзов, которая была образована в мае 1926 года. Полностью она называлась Zenkoku Rōdō Kumiai Jiyū Rengōkai («Всеяпонская либертарианская федерация профсоюзов»), и изначально насчитывала 8372 члена. Анархо-синдикалист Исикава Сансиро помог основать её, и при её основании она в значительной степени опиралась на синдикалистскую идеологию, в частности, отражая французский профсоюз CGT. Её приверженность «либертарианской федерации», которая позволяла профсоюзам-членам самостоятельно решать свои собственные споры, была привлекательна для потенциальных членов. Это означало, что Zenkoku Jiren быстро росла после своего основания, и её члены активно участвовали в трудовых спорах. Органом массовой информации этой организации был Jiyū Rengō , который издавался с июня 1926 года.
Кокурен и Дзенкоку Дзирен часто сотрудничали в активизме, например, в совместной кампании против казни Сакко и Ванцетти, двух итальянских анархистов в Соединённых Штатах. Тем не менее, эти двое отличались, причём Кокурен был более теоретическим по своей природе и, следовательно, менее склонным к компромиссам. Эта теоретическая природа была подчёркнута влиянием Хатты Сюдзо в организации. Хатта опубликовал серийную статью в Kokushoku Seinen под названием «Исследование синдикализма» в конце 1927 года, в которой резко критиковал анархо-синдикализм, и Кокурен быстро стал оплотом чистого анархизма.

## Разделение в военное время
Напряжение между анархо-синдикалистской фракцией и чистой анархистской фракцией росло с 1927 года. Когда Дзэнкоку Дзирен по ошибке отправил делегатов на конференцию, организованную большевистским Профинтерном в 1927 году, Кокурен был весьма скептически настроен по отношению к их действиям и открыто осуждал «оппортунистические» элементы внутри своего коллеги. Обе стороны укрепились, так как в июне 1927 года синдикалисты внутри Кокурен начали издавать собственную газету в ответ на усиливающиеся нападки чистого анархистского большинства. Брошюра Ивасы Сакутаро под названием «Анархисты отвечают так», опубликованная в июле 1927 года, ещё больше спровоцировала раскол, критикуя анархо-синдикалистскую теорию, такую как идея классовой борьбы.
В марте 1928 года состоялась вторая национальная конференция Дзэнкоку Дзирен. Напряжение между двумя фракциями только росло, несмотря на призыв к единству в письме от января 1928 года Августина Суши, секретаря анархистской Международной ассоциации рабочих. В ответ на яростный тон дебатов и насмешки членов Кокурен на конференции анархо-синдикалисты решили отделиться от Дзэнкоку Дзирен и покинули её. В течение следующих нескольких лет все анархистские группы приняли участие в процессе, который включал разделение чистых и анархо-синдикалистских фракций.
Zenkoku Jiren, в которой теперь доминировали чистые анархисты, отвергавшие синдикалистскую тактику, считали, что профсоюзы не являются по своей сути революционными. В результате, когда они были вовлечены в трудовые споры, организация отвлекала внимание от непосредственных обстоятельств и направляла его на свою долгосрочную цель — анархистскую революцию. Kokuren, с другой стороны, занималась безрассудными и жестокими действиями, чтобы осуществить эту революцию, что привело к коллапсу членства. Каждый выпуск Kokushoku Seinen был запрещён к продаже, и эта радикализация только способствовала сокращению её от общенациональной федерации до небольшой группы радикалов. Группа окончательно исчезла в 1931 году.
Анархо-синдикалисты сформировали несколько отдельных групп, в конечном итоге достигнув кульминации в объединённой организации, названной для краткости Jikyō. В 1931 году Jikyō насчитывал 3000 членов, по сравнению с 16 300 членами Zenkoku Jiren. Это было пиковое количество членов для обеих групп, поскольку с 1931 года японское государство все больше подавляло политическое инакомыслие после начала войны в Маньчжурии. Хатта Сюдзо опубликовал свою последнюю работу в 1932 году.
В 1934 году две анархистские профсоюзные федерации решили воссоединиться в отчаянной попытке выжить. Однако воссоединившаяся Zenkoku Jiren в 1934 году насчитывала всего четыре тысячи членов, а к 1935 году их число сократилось вдвое до 2000. Другой организацией, созданной в попытке противостоять государственному гнёту, была «Анархистская коммунистическая партия» (Nihon Museifu Kyōsantō), образованная в январе 1934 года. Она пошла на компромисс с анархистскими принципами и подверглась резкой критике, особенно со стороны Ивасы Сакутаро, который утверждал, что они были «большевиками» за приверженность партийному стилю организации.
В конце 1935 года партия попыталась ограбить банк, чтобы получить средства. Это не удалось, и последующее расследование раскрыло ранее секретную Анархистскую коммунистическую партию. В ответ на это открытие японские власти арестовали около 400 анархистов, независимо от того, были ли они членами партии. Это разрушило анархистское движение, и Zenkoku Jiren был вынужден распуститься в начале 1936 года. Позже в 1936 году ещё 300 анархистов были арестованы после того, как государство сфабриковало «инцидент Носэйся», названный в честь другой и несуществующей организации.
Такого рода репрессии продолжались и, по сути, сделали невозможным организацию анархистов. Последней выжившей группой был анархо-синдикалистский Tokyo Printers' Union, который исчез в 1938 году. Даже после подавления некоторые японские анархисты продолжали сражаться в гражданской войне в Испании на стороне CNT.

## После Второй мировой войны
После войны Исикава Сансиро написал «Японию 50 лет спустя», представляя японское общество после анархической революции. В этой работе он отстаивал мутуалистическую экономику на кооперативной основе. Он также поддерживал нудизм как выражение свободы, и в отличие от своих современников-анархистов он одобрял сохранение японского императора как символа общественной привязанности.

## Японская конфедерация Анархистов
Анархисты объединились в новую Японскую анархистскую федерацию в мае 1946 года. И анархо-коммунисты, и анархо-синдикалисты присоединились, осознавая, что пытаются исправить своё довоенное разделение. Многие из ведущих деятелей были теми же, что и до войны, в ней участвовали как Исикава Сансиро, так и Иваса Сакутаро. Иваса был избран председателем Национального комитета Федерации, что было в основном организационной ролью. В июне 1946 года они начали издавать журнал, названный Heimin Shinbun в честь журнала Котоку Сюсуи.
Тем не менее, организация не смогла получить большой поддержки от широкой общественности из-за ряда факторов. Анархисты подвергались дискриминации из-за политики антикоммунизма, проводимой возглавляемыми Америкой оккупационными силами союзников, и анархисты также столкнулись с противодействием со стороны Японской коммунистической партии и её сильного профсоюзного присутствия. Земельная реформа, проведённая после войны, также эффективно уничтожила класс фермеров-арендаторов, которые составляли основную базу довоенного анархистского движения. Анархисты внутри JAF также были разделены по своей политической стратегии, часто ссорясь между собой. Идеализм, а не практические соображения населения, стали центром внимания Heimin Shinbun, и это препятствовало их способности мобилизовать общественную поддержку.
Напряжённость между «чистыми» и синдикалистскими анархистами вновь всплыла из-за их отсутствия успеха. В мае 1950 года образовалась раскольническая организация «Анархо-синдикалистская группа» (Anaruko Sanjikarisuto Gurūpu). К октябрю 1950 года организация окончательно раскололась и была распущена. В июне 1951 года анархо-коммунисты создали «Японский анархистский клуб» (Nihon Anakisuto Kurabu). Примечательно, что Иваса последовал примеру коммунистов и вступил в клуб, лишив Федерацию центральной фигуры.
К 1956 году Японская федерация анархистов была реформирована, хотя и без воссоединения с коммунистической фракцией. В том же году JAF начала издавать новый журнал, Kurohata («Чёрный флаг»), который позже был переименован в Jiyu-Rengo («Либертарианская федерация»). В последнем новый теоретик анархизма по имени Осава Масамичи начал набирать известность. Он выступал за более постепенную революцию, сосредоточившись на социальной и культурной, а не на политической сфере. Его идеи были спорными, некоторые осуждали их как «ревизионистские», но он прочно установил более реформистское течение в анархистском движении.
Будучи анархистским движением, Федерация поддерживала прямые действия в многочисленных случаях на протяжении всего своего существования. Одним из наиболее значимых из них было её участие в массовых протестах Anpo против пересмотра Договора о безопасности между США и Японией в 1960 году. Огромные демонстрации охватили крупные города, а профсоюзная федерация Sōhyō и другие организовали забастовки, в которых приняли участие около 4-6 миллионов рабочих. Тем не менее, договор был навязан правительством. Разочарование в конституционной политике привело к тому, что «основная» фракция студенческого движения Zengakuren присоединилась к JAF, призывая к политическому насилию как форме протеста. Похожий протест вспыхнул в 1965 году против договора с Южной Кореей с аналогичным результатом.
Осава прокомментировал в Jiyu-Rengo, что действия правительства были «возмутительными», но что это происходило неоднократно — и что каждый раз, когда журналисты говорили об «угрозе парламентской демократии», два лагеря партийных политиков яростно осуждали действия друг друга, но затем продолжали заключать перемирие и игнорировать проблему. Из-за этого разочарования анархизм набрал силу в протестном движении, включая студенческое движение Zenkyoto, созданное во время протестов против войны во Вьетнаме. Рост протестных групп побудил Японскую федерацию анархистов объявить «Открытие эры прямого действия» в 1968 году. Это привело к оккупации Токийского университета студентами-анархистами на несколько месяцев в 1968 году.
Несмотря на это, анархизм, которого придерживались эти студенты, не был связан с анархизмом JAF. «Совет единой борьбы» в университете заявил, что они были «аристократическими анархистами», борющимися не от имени рабочих, а за себя, пытаясь отрицать свои собственные аристократические атрибуты, участвуя в политической борьбе. Осава, например, одобрял использование насильственной тактики, но опасался, что она слишком оторвана от масс, утверждая, что «это приведёт к новому сталинизму», даже если и добьётся успеха.
Отделение Японской анархической федерации от современных политических протестов продемонстрировало слабость организации. В 1968 году организация была окончательно распущена. Она решила «творчески распасться» в попытке сформулировать новые формы организации и официально объявила о своём роспуске в Дзию-Рэнго 1 января 1969 года.

## Связь с корейским анархизмом
Корейский и японский анархизм развивались в тесной связи друг с другом. Пока Корея находилась под японской оккупацией, корейские радикалы впервые познакомились с анархизмом в Китае и Японии. Благодаря развитию японской левой мысли и переводам основных работ, корейцы в Японии часто имели больший доступ как к социалистическим, так и к анархистским материалам, что способствовало распространению этих идеологий. Например, корейский анархист И Ёнцзюнь был привлечён к анархизму через переводы Осуги Сакаэ работ теоретика анархизма Петра Кропоткина и находился под влиянием как Котоку Сюсуя, так и китайского анархиста Лю Шифу.
Одной из основных целей корейского анархистского движения была независимость от японского колониального правления. Несмотря на это, их конечной целью во все времена была социальная революция, а не просто национальная независимость. Попытки сформировать анархистские организации в Корее регулярно подавлялись японским колониальным правительством, и поэтому корейский анархизм часто развивался в самой Японии. Корейские активисты в Японии часто работали в тесном сотрудничестве со своими японскими коллегами, и несколько японских анархистов, включая Сакаи Тосихико , Осуги Сакаэ, Хатта Сюдзо и Иваса Сакутаро, поддерживали усилия этих корейцев, проживающих в Японии. Осуги был особенно влиятельным среди этой группы, и он был сторонником корейской независимости.

Несколько организаций были сформированы этими корейскими анархистами, базировавшимися в Японии. В их число входило Братское общество корейцев (Joseonin chinmokhoe), «первая корейская организация, ориентированная на анархизм в Японии», которая была основана в Осаке в 1914 году. Общество «Чёрная волна» (Heukdo hoe) было основано в Токио в 1921 году, и ему также помогали японские анархисты.
Медиа-орган Black Wave Society, названный Black Wave, был опубликован на японском языке и редактировался корейским анархистом Пак Йолем. Он провозглашал поддержку объединения Японии и Кореи, а в конечном итоге и всего мира, идея, которая вытекала из выдающегося транснационалистического аспекта корейской анархистской мысли той эпохи. Японская анархистка Фумико Канеко присоединилась к Обществу и вступила в романтические отношения с Бак Ёлем, который лично разделял её склонность к самоописанию как нигилиста, а не анархиста.
Корейские анархисты даже принимали непосредственное участие в деятельности японских анархистов. Общество чёрного движения (Heuksaek undongsa), созданное в 1926 году, стало зарегистрированным членом Японской лиги чёрной молодёжи (Kokuren). Эта тесная связь означала, что раскол между «чистыми» анархистами и анархо-синдикалистами, произошедший в японских организациях, был воспроизведён и в корейском движении.

## Анархизм в Китае и восточной Азии
Японские и корейские анархисты в равной степени участвовали в анархистской борьбе в Китае. Иваса Сакутаро был среди приглашённых в Китай, проведя там два года с 1927 по 1929 год. Иваса вместе с другими японскими, тайваньскими, корейскими и китайскими активистами работал над совместными проектами, такими как Шанхайский университет труда, эксперимент с новыми образовательными учреждениями и теориями.
Во время своего пребывания в Китае Иваса планировал создать «Великий альянс восточноазиатских анархистов». Первоначально эта идея была предложена китайским анархистом Ю Со в 1926 году, который выступал против «безумной волны» патриотизма среди корейских, индийских, филиппинских, вьетнамских и тайваньских анархистов, демонстрируя огромный масштаб идеи. В сентябре 1927 года это было реализовано на практике, когда около 60 анархистов из Китая, Тайваня, Японии, Кореи, Вьетнама и Индии собрались в Нанкине, чтобы организовать «Восточную анархическую лигу». Лига основала штаб-квартиру в Шанхае, создала сеть, объединяющую анархистов по всему региону, и издавала журнал под названием «Восток» (Dongbang).